# Ибрахим Хакъ паша
Ибрахим Хакъ паша (1862–1918) е османски държавник, служил като велик везир на Османската империя между 1910 и 1911 г.

## Биография
Ибрахим Хакъ е роден в Истанбул на 18 април 1863 г. Той принадлежи към семейство от грузински произход, имигрирало от Кавказ. Учи в школата за държавни служители Мюлкие Мектеби в Истанбул, днес Факултет по политически науки на Анкарския университет. Работи като преводач през 1884 г., включително и на детективски романи за Абдул Хамид II, изнася лекции в юридическите и търговските училища. След 1894 г. Ибрахим Хакъ паша е юрисконсулт, председател и член на около 30 дипломатически комисии.
Ибрахим Хакъ паша е назначен за министър на образованието и вътрешните работи по време на Втората конституционна монархия. Управлява Министерството на външните работи и благоустройството, както и Великото везирство през 1910 г. Подава оставка по време на войната в Триполи. Докато е държавник, той пише и учебници по различни предмети.
Преди началото на Първата световна война Ибрахим Хакъ паша става османски посланик в Германия и Кралство Италия. Между февруари 1913 г. и избухването на войната  Ибрахим Хакъ паша прекарва значително време в Лондон, преговаряйки относно железопътната линия Берлин-Багдад и постигането на споразумение за Втората балканска война. По време на това посещение Ибрахим Хакъ паша се срещна с крал Джордж VI.
През март 1918 Ибрахим Хакъ паша ръководи османската мисия за сключването на Брест-Литовския мирен договор, в качеството си на какъвто изпраща поздравителна телеграма до Васил Радославов по случай сключването на мира между силите на Четворния съюз и Русия.
Награден е с орден „Звездата на Караджордже“ в Кралство Сърбия.
Умира в Берлин на 29 юли 1918. Тялото му е пренесено в Истанбул и погребано там.